# Discodoris mortenseni
Discodoris mortenseni är en snäckart som beskrevs av Ev. Marcus och Er. Marcus 1963. Discodoris mortenseni ingår i släktet Discodoris och familjen Discodorididae. Inga underarter finns listade i Catalogue of Life.